# Северный Дели
Северный Дели (англ. North Delhi) — округ Дели (Национальной столичной территории Дели), расположенный к северу от центра города.
На территории округа расположено много образовательных учреждений, в частности северный кампус Делийского университета, Делийская школа экономики, Колледж Кароримал, Колледж коммерции имени Шри Рама, Колледж имени Ганса Раджа, FMS, Колледж Халса, Колледж IP, Университет Индрапрастха Гуру Гобинд Сингха. Также здесь расположены несколько железнодорожных и автовокзалов, больниц, других учреждений.